# Premier ministre
Le Premier ministre est généralement le chef du gouvernement dans les régimes au pouvoir exécutif bicéphale.
Dans certains régimes parlementaires, entre autres celui du Royaume-Uni, ou dans un régime semi-présidentiel, le Premier ministre et son gouvernement sont responsables devant le parlement. Le Premier ministre est généralement élu par le Parlement, éventuellement sur proposition du chef de l'État, ou bien nommé directement par le chef de l'État.
Le terme « Premier ministre » signifie la primauté par rapport aux autres ministres du gouvernement ou du cabinet auquel appartient la personne nommée à cette fonction. Pour la Grande-Bretagne, en anglais, la notion est traduite de deux manières différentes : on parle de Prime minister pour le gouvernement central à Londres, et de First minister pour les gouvernements régionaux en Irlande du Nord et en Écosse. Au Canada, le terme premier ministre désigne, en français, autant le titulaire fédéral que les chefs de gouvernements provinciaux. En anglais toutefois, le terme Prime minister est utilisé pour désigner le chef du gouvernement fédéral et le terme Premier pour désigner les chefs de gouvernements provinciaux. Toutefois, selon les juridictions, d'autres termes équivalents sont utilisés :
- chancelier : en Allemagne et en Autriche ;
- président du Conseil des ministres : en Italie, au Liban, en Pologne ou en France, entre 1815 et 1848 et sous les IIIe et IVe Républiques ;
- président du gouvernement : en Espagne, Russie, Tchéquie ou Croatie ;
- chef de gouvernement : au Maroc ou en Tunisie ;
- ministre d'État (Staatsminister) : à Monaco, en Suède, au Danemark et en Norvège ;
- ministre-président : aux Pays-Bas, dans les Länder allemands ou les régions et les communautés de Belgique ;
- ministre en chef (Chief minister) : dans les États et territoires de l'Inde, provinces du Pakistan, territoires d'Australie ou les Territoires britanniques d'outre-mer.

## Histoire
En France, le cardinal de Richelieu a été souvent désigné comme Premier ministre, « principal ministre et chef du Conseil » de Louis XIII. L'expression de chef du Conseil  est à l'origine du titre de président du Conseil que porteront les chefs du gouvernement français jusqu'en 1958. Aussi est-il parfois considéré comme le premier des Premiers ministres que le monde ait connu. Son action englobe aussi bien des dimensions culturelles et religieuses qu'administratives, coloniales, politiques et diplomatiques.
Au Royaume-Uni, sous le règne de George Ier, serait apparue la fonction de Primus inter pares avec la nomination de Walpole comme premier titulaire du poste. Le nouveau roi, jusqu'alors électeur de Hanovre, marquant son attachement à ses origines allemandes par son refus d'apprendre l'anglais, eut besoin d'un ministre particulier pour coordonner l'action de tous les autres et traduire ses ordres (donnés en allemand). L'expression latine fut traduite en anglais à partir du français comme Prime minister. Cependant, le titre officiel du Premier ministre restera jusqu'en 1934 celui de Premier Lord du Trésor (First Lord of Treasury).

## Premiers ministres par États

### Afrique du Sud
La fonction de Premier ministre d'Afrique du Sud est abolie en 1984 et intégrée dans les attributions du président de la République.

### Algérie
Sur le plan politique, l’Algérie a adopté un régime républicain depuis son indépendance en 1962. Le chef de l’État détient également le pouvoir de nommer son Premier ministre et les membres du gouvernement sur proposition de ce dernier.

### Arabie saoudite
Le roi d'Arabie saoudite est également Premier ministre. Son successeur désigné, le prince héritier, reçoit le titre de premier vice-Premier ministre.

### Canada

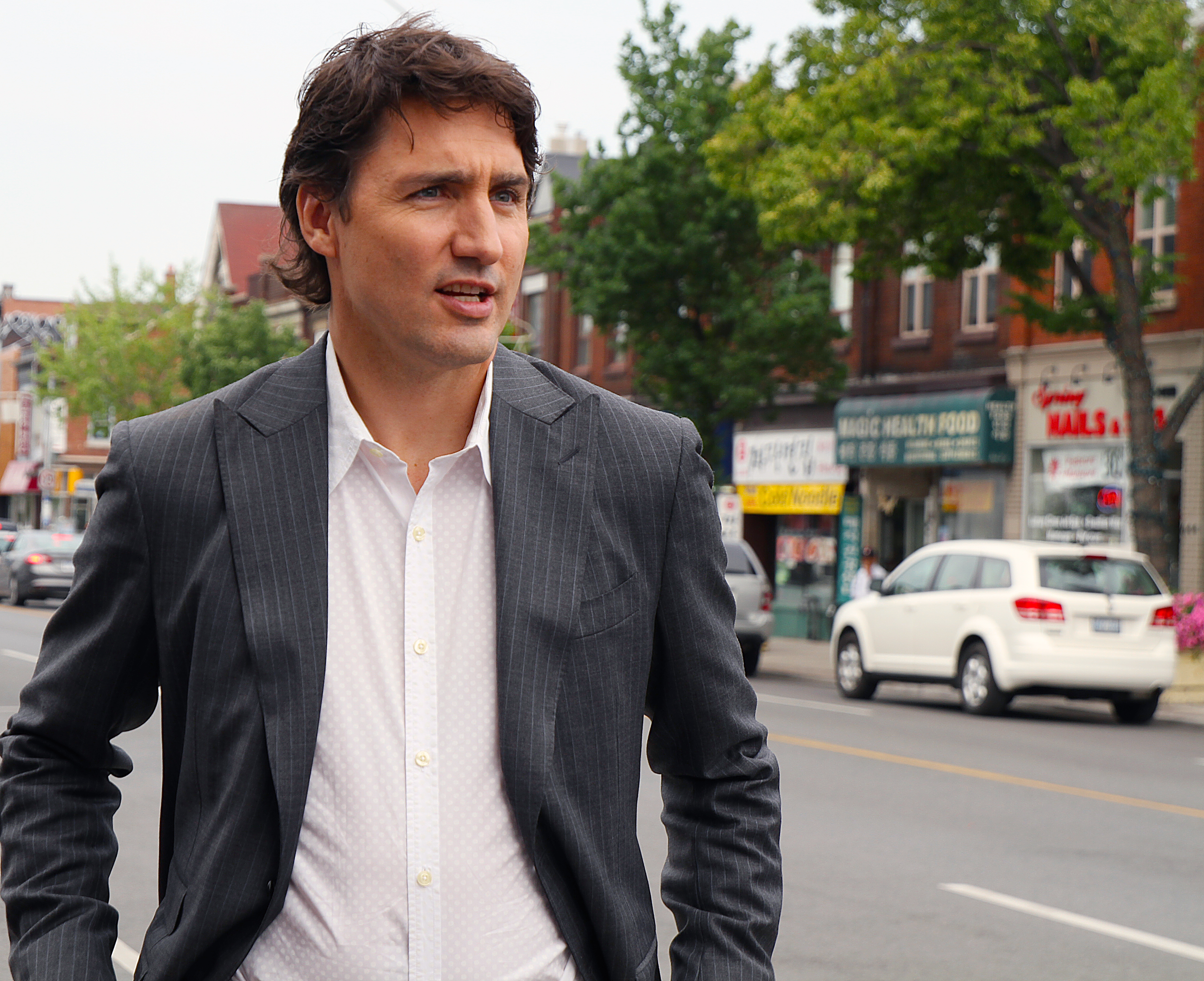
Justin Trudeau, premier ministre canadien de 2015 à 2025.

Le Canada fait partie du Commonwealth. Pour cette raison, son système parlementaire est fortement inspiré de celui qui a cours au Royaume-Uni. Tout comme au Royaume-Uni, les pouvoirs du roi du Canada, représentée par le gouverneur général, sont symboliques à quelques exceptions près.
Lors d'une élection fédérale, chaque parti politique fédéral tente de faire élire le plus de membres possibles au Parlement. Une fois élus, ils sont appelés députés et siègent à la Chambre des communes du Canada. Le premier ministre doit obtenir la confiance de la Chambre ; en pratique, il est le chef du parti qui a le plus de députés. À ce moment, il devient le chef du gouvernement et le chef du cabinet des ministres. Il n'est pas légalement nécessaire qu'il soit député, mais c'est de tradition.
Son parti peut être majoritaire, c'est-à-dire posséder suffisamment de députés pour toujours obtenir la majorité lors des différents votes en chambre, ou minoritaire. Dans l'histoire du pays, ce dernier cas s'est présenté à quelques reprises. Dans cette situation, selon différentes règles de procédures, la Chambre des communes peut demander que le premier ministre soit destitué. Cette procédure est appelée une motion de confiance. S'il est destitué, le gouverneur général peut soit appeler la population aux élections selon les procédures en vigueur, soit demander à autrui de former un gouvernement.
La résidence officielle du premier ministre du Canada est située au 24, promenade Sussex à Ottawa. Le titulaire actuel du poste est le libéral Mark Carney.

#### Provinces
Les provinces et territoires du Canada ont recours à un système de représentation semblable à ce qui est en vigueur au niveau fédéral, avec un premier ministre, un gouvernement et un Parlement. Ce dernier statue sur des situations moins régaliennes que la Chambre des communes du Canada.

### Croatie
Le chef du gouvernement croate a pour titre constitutionnel Président du gouvernement de la République de Croatie (Predsjednik Vlade Republike Hrvatske), mais il est appelé habituellement Premier, emprunt au français qui correspond à Premier ministre.

### Fidji
Le Premier ministre exerce le pouvoir exécutif dans cette république parlementaire, ou le président de la République a un rôle cérémoniel.

### France
En France, sous la Ve République, le Premier ministre est désigné par le président de la République pour déterminer et conduire la politique générale de la France, notamment en établissant le budget.
Il est habituellement choisi parce qu'il est à la tête du courant politique le plus puissant de la majorité parlementaire de l'Assemblée nationale, ou parmi ses représentants, sinon parmi les personnalités proches de ce courant majoritaire. Le président de la République a toutefois la liberté de nommer une personnalité qui n'est ni député ni sénateur avant sa nomination à la tête du gouvernement : c'était le cas de Georges Pompidou, de Raymond Barre, ou plus récemment, de Dominique de Villepin. Toutefois, le président disposait d'une majorité parlementaire à chaque fois et cette liberté n'est pas exercée en période de cohabitation. Une fois élu président de la République, Georges Pompidou déclara que « le Premier ministre n'est que le premier des ministres ».
Lorsqu'il est d'un courant politique opposé à celui du président de la République, on parle de cohabitation car, dans ce cas, les deux chefs du pouvoir exécutif agissent dans leurs domaines de compétence respectifs.
En cas d'insatisfaction publique, il peut être proposé au Premier ministre de renouveler la totalité ou une partie de son gouvernement, on parle alors de remaniement ministériel, ou même être remplacé après avoir présenté sa démission au président de la République.
Il réside à l'hôtel de Matignon, situé à Paris, rue de Varenne, dans le VIIe arrondissement.
Sous les républiques précédentes (IIIe République, de 1876 à 1940, et IVe République, de 1946 à 1958), le chef du gouvernement portait le titre de président du Conseil (appellation abrégée de président du Conseil des ministres). Une exception cependant : on parla plutôt de « vice-président du Conseil » dans les premiers temps de la IIIe République, de 1871 à 1876, et ce pour respecter la logique puisque le Conseil des ministres était théoriquement présidé par le président de la République.
Les réunions solennelles avaient lieu, comme aujourd'hui, au palais de l'Élysée, en présence du président de la République, mais celui-ci ne présidait pas formellement les séances du Conseil, alors que c'est le cas maintenant.
C’est actuellement François Bayrou qui occupe le poste de Premier ministre, depuis le 13 décembre 2024, sous la présidence d’Emmanuel Macron.

### Italie
Le chef du gouvernement italien a pour titre constitutionnel président du Conseil des ministres (Presidente del Consiglio dei ministri), mais est souvent appelé Premier, emprunt au français qui correspond à Premier ministre. Le président du Conseil des ministres est le chef du gouvernement de la République italienne. Il dirige et coordonne à ce titre la politique générale du gouvernement italien.

### Malaisie

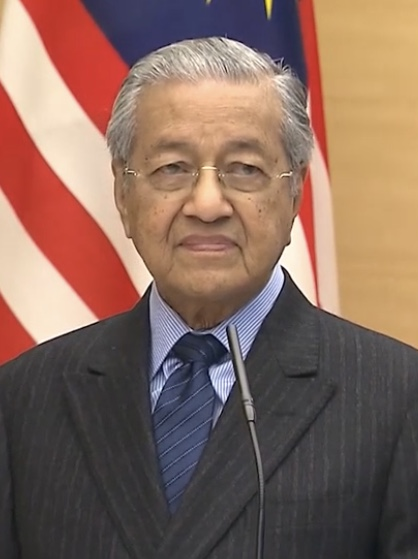
Mahathir Mohamad, le Premier ministre malaisien le plus ancien

Les pouvoirs du Premier ministre de Malaisie comprennent la nomination des membres du Cabinet, la supervision des ministères et des agences gouvernementales, la direction des politiques nationales, la formulation de lois et la prise de décisions en matière de politique étrangère.
Le Premier ministre le plus longtemps en poste en Malaisie est Mahathir Mohamad, qui a dirigé le pays pendant deux périodes distinctes, de 1981 à 2003 et de 2018 à 2020. Sa longue tenure de plus de 22 ans en tant que Premier ministre en a fait l'une des figures politiques les plus influentes de l'histoire de la Malaisie.

### Maroc

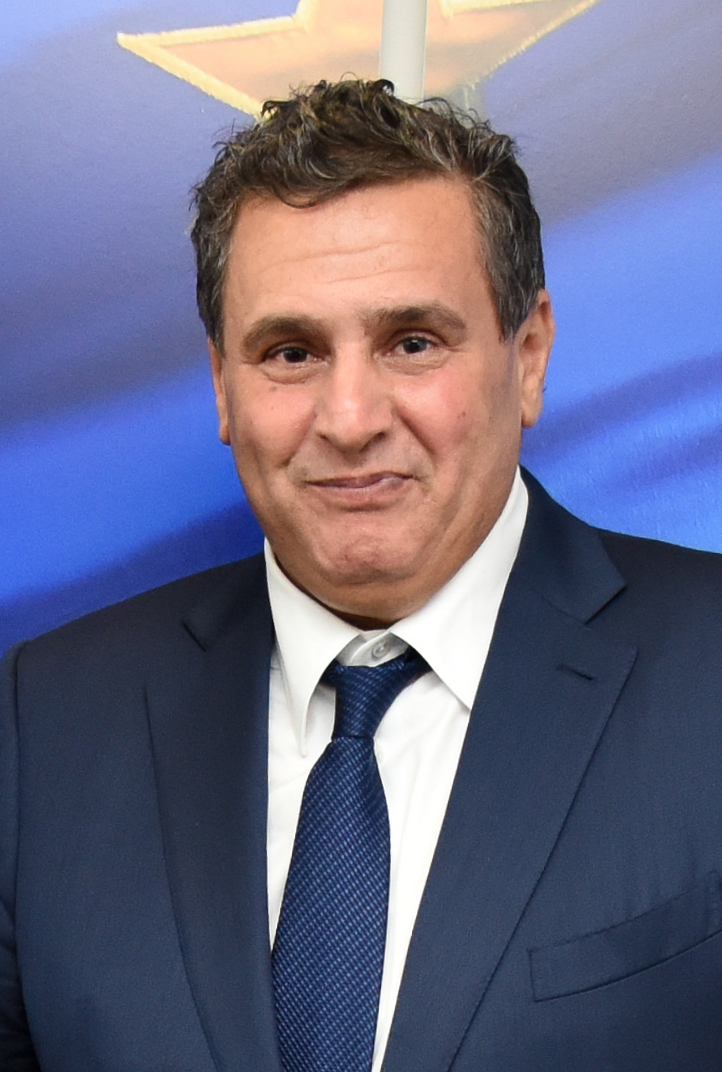
Chef du gouvernement marocain actuel Aziz Akhannouch

La fonction de Premier ministre au Maroc est créée en 1955 en remplacement de la fonction de Grand vizir, que Mohammed El Mokri sera le dernier à occuper.
Sous Mohammed V, la fonction de Premier ministre est occupée par un chef de cabinet, véritable chef du gouvernement qui disposait du pouvoir exécutif. À partir de 1960, après le mandat d'Abdallah Ibrahim, le prince héritier (futur Hassan II) occupe ce poste.
En 1962, le poste est transformé en celui de Premier ministre, qui dispose du pouvoir exécutif général alors que roi dispose d'un pouvoir d'attribution.
Après des émeutes en 1965, l'état d'exception est proclamé. Hassan II règne en monarque absolu jusqu'en 1970, où une nouvelle Constitution voit le jour, avec un Premier ministre qui ne dispose que de peu de pouvoir face au pouvoir royal.
La Constitution de 2011 donne au Premier ministre le titre de « chef du gouvernement » et lui octroie des pouvoirs relativement renforcés. Il est désormais choisi au sein du parti arrivé en tête aux élections de la Chambre des représentants. Le roi garde cependant la main sur plusieurs domaines notamment le religieux, le diplomatique, l'intérieur et le militaire.

### Pays-Bas

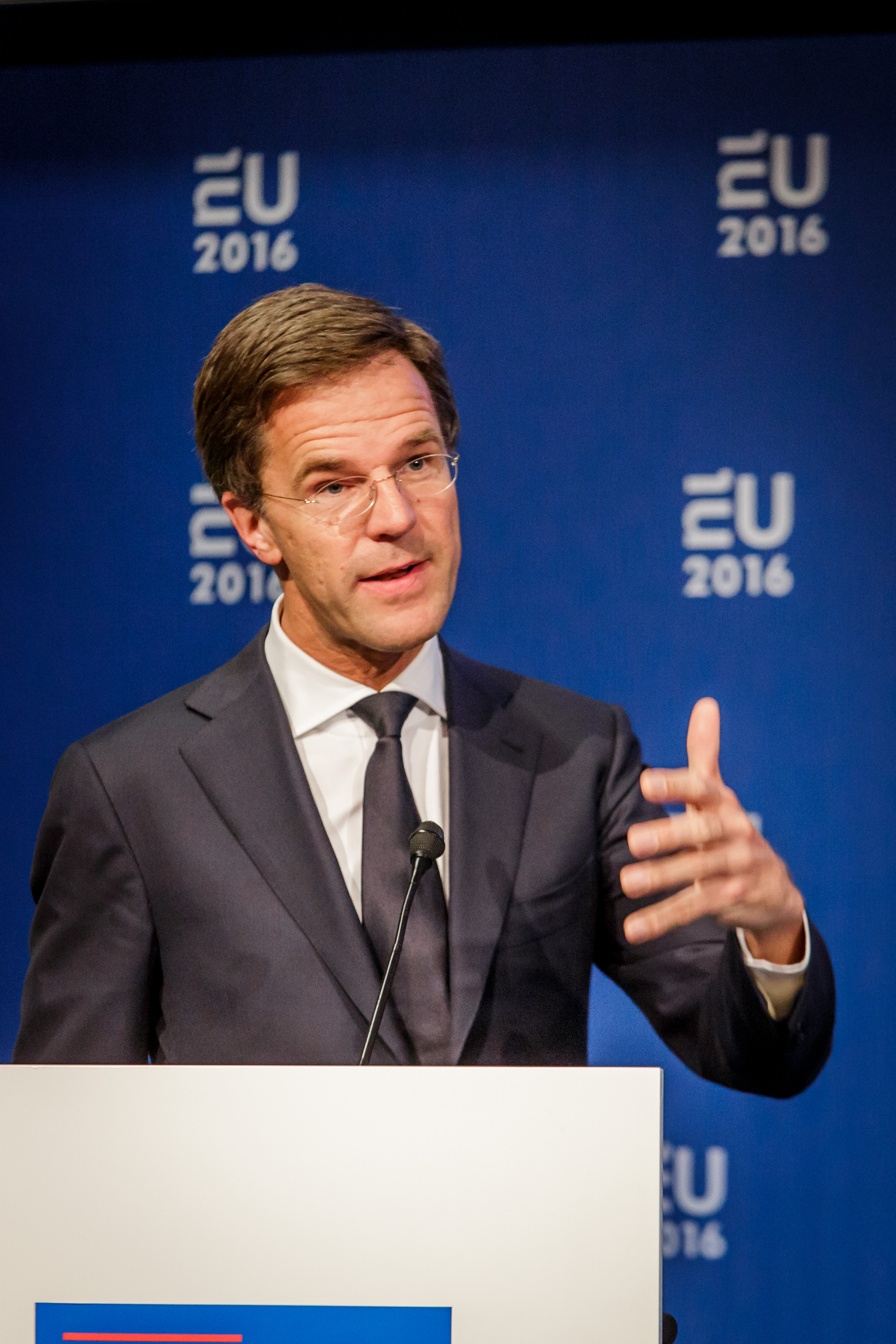
Mark Rutte, actuel Premier ministre néerlandais.

Le Premier ministre des Pays-Bas est le chef du gouvernement du royaume des Pays-Bas depuis la fin de la Seconde Guerre mondiale.
Le pays fonctionnant sous un régime de monarchie parlementaire constitutionnelle, il est le détenteur du pouvoir exécutif et la principale personnalité politique du pays. En outre, depuis 1947, il est automatiquement et simultanément ministre des Affaires générales.
Le libéral Mark Rutte est, depuis le 14 octobre 2010, le titulaire de ce poste.

#### Territoires d'outre-mer
Les Premiers ministres des États néerlandais d'outre-mer dirigent les gouvernements insulaires. Leur activité est supervisée par un gouverneur représentant le roi et un Parlement local.

### Pologne
Le chef du gouvernement polonais a pour titre constitutionnel président du Conseil des ministres (Prezes rady ministrów), mais il est appelé habituellement Premier, emprunt au français qui correspond à Premier ministre.

### Royaume-Uni
Le chef de gouvernement du Royaume-Uni est le Prime Minister (Premier ministre). Presque toujours, il est le chef du parti le plus représenté au Parlement et est nommé par le monarque. Ses pouvoirs se sont développés graduellement depuis le XVIIIe siècle.
Le « P.M. » a beaucoup de pouvoir : il est le chef de l’exécutif et dirige également la majorité dans la législature, par ses whips. C’est le Premier ministre qui désigne la nomination ou démission des autres ministres (le roi fait l’arrêté officiel à son conseil). C’est ainsi que le Premier ministre peut faire accepter certaines décisions importantes sans consultation des autres ministres.

#### Écosse, pays de Galles et Irlande du Nord
L’Écosse, le pays de Galles et l’Irlande du Nord ont de l’autonomie depuis la fin du XXe siècle. Les chefs de gouvernement s'appellent First Minister (Premier ministre). En Irlande du Nord, le Premier ministre doit partager son pouvoir avec un deputy First Minister (vice-Premier ministre) de l'autre communauté (et donc d'un autre parti).

### Sri Lanka
Le Premier ministre n'est pas le chef du gouvernement.

### Thaïlande
Le Premier ministre de Thaïlande est le chef du gouvernement de Thaïlande, président du Conseil des ministres. Cette fonction existe depuis la révolution de 1932, quand le pays devint une monarchie constitutionnelle.

### Tonga
La Constitution de 1875 dispose dans son article 51 que le Premier ministre est nommé et révoqué par le monarque. De 1875 à 2010, le monarque nommait ainsi le Premier ministre selon son bon plaisir, et dirigeait l'exécutif, le Premier ministre n'ayant pas de fonctions constitutionnelles clairement établies. Jusqu'en 2006, tous les Premiers ministres furent issus de la noblesse tongienne, voire de la famille royale. Le Prince Fatafehi Tuʻipelehake, frère cadet du roi, occupa ainsi le poste pendant vingt-six ans, de 1965 à 1991. Depuis 2010, à la suite de réformes introduisant davantage de démocratie, le Premier ministre est un député à l'Assemblée législative, élu Premier ministre par ses pairs, et exerce l'essentiel des pouvoirs exécutifs, le monarque les lui ayant cédés.
L'actuel Premier ministre, depuis décembre 2021, est Siaosi Sovaleni.

### Tunisie
Nommé par le président de la République, le chef du gouvernement est à la tête du gouvernement tunisien qui appliquent les politiques fixées par le président de la République. Le poste est actuellement occupé par Ahmed Hachani.

### Vanuatu
Le Vanuatu connaît un régime parlementaire, où le Président a un rôle essentiellement cérémoniel, et le Premier ministre est à la tête du gouvernement. L'article 37 de la Constitution dispose ainsi que « [l]e Premier Ministre et le Conseil des ministres sont investis du pouvoir exécutif du Peuple, lequel s'exerce dans les conditions prévues par la Constitution ou par la loi ». La Constitution dispose en outre que le Premier ministre est un député élu par ses pairs ; ceux-ci peuvent le démettre par une motion de confiance. L'actuel premier ministre, depuis avril 2011, est Serge Vohor, de l'Union des Partis modérés.